# Halabja (province)
Halabja est une province d'Irak, initialement un district de la province d'As-Sulaymaniya, elle est devenue par le gouvernement régional du Kurdistan une province en 2014. Sa capitale est Halabja. 